# 希蘭堡
33°47′N 3°09′E / 33.783°N 3.150°E
希蘭堡（阿拉伯语：‎），是阿爾及利亞的城鎮，位於該國中部，由艾格瓦特省負責管轄，是希蘭堡區的首府，面積1,240平方公里，2008年人口23,841，人口密度每平方公里19人。